# Campeonato das Nações Africanas de 2014
O Campeonato das Nações Africanas de 2014, também conhecido como CHAN 2014, foi a 3.ª edição do Campeonato das Nações Africanas, torneio bianual organizado pela Confederação Africana de Futebol (CAF) e disputado por seleções africanas cujos jogadores atuam em clubes de de futebol do seu próprio país. Foi realizada entre 11 de janeiro e 1 de fevereiro na África do Sul.
A Seleção Líbia de Futebol sagrou-se campeã da competição pela 1.ª vez em sua história após derrotar a Seleção Ganesa de Futebol na grande final, decidida na disputa por pênaltis, por 4–3 após empate por 0–0 no tempo regulamentar e na prorrogação.

## Seleções classificadas
| Seleções                  | Regiões          | Participações | Melhor performance           |
| ------------------------- | ---------------- | ------------- | ---------------------------- |
| África do Sul (país-sede) | África Austral   | 2.ª vez       | Quartas-de-final (2011)      |
| Moçambique                | África Austral   | 1.ª vez       | Estreante                    |
| Zimbabwe                  | África Austral   | 3.ª vez       | Fase de grupos (2009 e 2011) |
| Marrocos                  | Norte da África  | 1.ª vez       | Estreante                    |
| Líbia                     | Norte da África  | 2.ª vez       | Fase de grupos (2009)        |
| Burquina Fasso            | África Ocidental | 1.ª vez       | Estreante                    |
| Gana                      | África Ocidental | 3.ª vez       | Finalista (2009)             |
| Mali                      | África Ocidental | 2.ª vez       | Fase de grupos (2011)        |
| Mauritânia                | África Ocidental | 1.ª vez       | Estreante                    |
| Nigéria                   | África Ocidental | 1.ª vez       | Estreante                    |
| Congo                     | África Central   | 1.ª vez       | Estreante                    |
| Gabão                     | África Central   | 2.ª vez       | Fase de grupos (2011)        |
| RD Congo                  | África Central   | 3.ª vez       | Campeã (2009)                |
| Burundi                   | África Oriental  | 1.ª vez       | Estreante                    |
| Etiópia                   | África Oriental  | 1.ª vez       | Estreante                    |
| Uganda                    | África Oriental  | 2.ª vez       | Fase de grupos (2011)        |

## Sedes oficiais
| Cidade do Cabo            | Cidade do Cabo     | Cidade do Cabo Bloemfontein Polokwane | Bloemfontein       | Polokwane            |
| Estádio da Cidade do Cabo | Estádio de Athlone | Cidade do Cabo Bloemfontein Polokwane | Estádio Free State | Estádio Peter Mokaba |
| Capacidade: 55 000        | Capacidade: 34 000 | Cidade do Cabo Bloemfontein Polokwane | Capacidade: 48 000 | Capacidade: 41 733   |
|                           |                    | Cidade do Cabo Bloemfontein Polokwane |                    |                      |

## Fase de grupos

### Critérios de desempate
As posições ocupadas por cada uma das seleções em seus respectivos grupos correspondem ao número de pontos marcados (3 pontos em caso de vitória, 1 ponto em caso de empate e 0 ponto em caso de derrota). Caso haja empate em número de pontos entre duas ou mais seleções, os seguintes critérios de desempate serão aplicados nessa ordem:
1. Pontuação obtida no confronto direto;
2. Saldo de gols no confronto direto;
3. Número de gols marcados no confronto direto;
4. Saldo de gols total;
5. Número de gols marcados no total;
6. Sorteio.

### Grupo A
| Seleção       | Pts | J | V | E | D | GP | GC | SG |
| ------------- | --- | - | - | - | - | -- | -- | -- |
| Mali          | 7   | 3 | 2 | 1 | 0 | 5  | 3  | +2 |
| Nigéria       | 6   | 3 | 2 | 0 | 1 | 8  | 5  | +3 |
| África do Sul | 4   | 3 | 1 | 1 | 1 | 5  | 5  | 0  |
| Moçambique    | 0   | 3 | 0 | 0 | 3 | 4  | 9  | –5 |

| Mandante      | Resultado | Visitante     |
| ------------- | --------- | ------------- |
| África do Sul | 3–1       | Moçambique    |
| Mali          | 2–1       | Nigéria       |
| África do Sul | 1–1       | Mali          |
| Nigéria       | 4–2       | Moçambique    |
| Nigéria       | 3–1       | África do Sul |
| Moçambique    | 4–1       | Mali          |

### Grupo B
| Seleção        | Pts | J | V | E | D | GP | GC | SG |
| -------------- | --- | - | - | - | - | -- | -- | -- |
| Marrocos       | 5   | 3 | 1 | 2 | 0 | 4  | 2  | +2 |
| Zimbabwe       | 5   | 3 | 1 | 2 | 0 | 1  | 0  | +1 |
| Uganda         | 4   | 3 | 1 | 1 | 1 | 3  | 4  | –1 |
| Burquina Fasso | 1   | 3 | 0 | 1 | 2 | 2  | 4  | –2 |

| Mandante       | Resultado | Visitante      |
| -------------- | --------- | -------------- |
| Zimbabwe       | 0–0       | Marrocos       |
| Uganda         | 2–1       | Burquina Fasso |
| Zimbabwe       | 0–0       | Uganda         |
| Burquina Fasso | 1–1       | Marrocos       |
| Burquina Fasso | 0–1       | Zimbabwe       |
| Marrocos       | 3–1       | Uganda         |

### Grupo C
| Seleção | Pts | J | V | E | D | GP | GC | SG |
| ------- | --- | - | - | - | - | -- | -- | -- |
| Gana    | 7   | 3 | 2 | 1 | 0 | 3  | 1  | +2 |
| Líbia   | 5   | 3 | 1 | 2 | 0 | 5  | 3  | +2 |
| Congo   | 4   | 3 | 1 | 1 | 1 | 3  | 3  | 0  |
| Etiópia | 0   | 3 | 0 | 0 | 3 | 0  | 4  | –4 |

| Mandante | Resultado | Visitante |
| -------- | --------- | --------- |
| Gana     | 1–0       | Congo     |
| Líbia    | 2–0       | Etiópia   |
| Gana     | 1–1       | Líbia     |
| Etiópia  | 0–1       | Congo     |
| Etiópia  | 0–1       | Gana      |
| Congo    | 2–2       | Líbia     |

### Grupo D
| Seleção    | Pts | J | V | E | D | GP | GC | SG |
| ---------- | --- | - | - | - | - | -- | -- | -- |
| Gabão      | 7   | 3 | 2 | 1 | 0 | 5  | 2  | +3 |
| RD Congo   | 6   | 3 | 2 | 0 | 1 | 3  | 2  | +1 |
| Burundi    | 4   | 3 | 1 | 1 | 1 | 4  | 4  | 0  |
| Mauritânia | 0   | 3 | 0 | 0 | 3 | 4  | 8  | –4 |

| Mandante   | Resultado | Visitante  |
| ---------- | --------- | ---------- |
| RD Congo   | 1–0       | Mauritânia |
| Gabão      | 0–0       | Burundi    |
| RD Congo   | 0–1       | Gabão      |
| Burundi    | 3–2       | Mauritânia |
| Burundi    | 1–2       | RD Congo   |
| Mauritânia | 2–4       | Gabão      |

## Mata-mata
|  | Quartas-de-final               | Quartas-de-final            |                                 |      | Semifinais     | Semifinais     |  |  | Final | Final |
|  |                                |                             |                                 |      |                |                |  |  |       |       |
|  | 25 de janeiro – Cidade de Cabo |                             |                                 |      |                |                |  |  |       |       |
|  |                                |                             |                                 |      |                |                |  |  |       |       |
|  | Mali                           | 1                           |                                 |      |                |                |  |  |       |       |
|  | Mali                           | 1                           | 29 de fevereiro – Bloemfontein  |      |                |                |  |  |       |       |
|  | Zimbabwe                       | 2                           |                                 |      |                |                |  |  |       |       |
|  | Zimbabwe                       | 2                           | Zimbabwe                        | 0(4) |                |                |  |  |       |       |
|  | 26 de janeiro – Polokwane      |                             | Zimbabwe                        | 0(4) |                |                |  |  |       |       |
|  |                                | Líbia (d.p.)                | 0(5)                            |      |                |                |  |  |       |       |
|  | Gabão                          | Líbia (d.p.)                | 0(5)                            | 0(2) |                |                |  |  |       |       |
|  | Gabão                          |                             | 1 de fevereiro – Cidade do Cabo | 0(2) |                |                |  |  |       |       |
|  | Líbia (d.p.)                   | 0(4)                        |                                 |      |                |                |  |  |       |       |
|  | Líbia (d.p.)                   | 0(4)                        | Líbia (d.p.)                    | 0(4) |                |                |  |  |       |       |
|  | 26 de janeiro – Bloemfontein   |                             | Líbia (d.p.)                    | 0(4) |                |                |  |  |       |       |
|  |                                | Gana                        | 0(3)                            |      |                |                |  |  |       |       |
|  | Gana                           | Gana                        | 0(3)                            | 1    |                |                |  |  |       |       |
|  | Gana                           | 29 fevereiro – Bloemfontein |                                 | 1    |                |                |  |  |       |       |
|  | RD Congo                       | 0                           |                                 |      |                |                |  |  |       |       |
|  | RD Congo                       | 0                           | Gana (d.p.)                     | 0(4) |                |                |  |  |       |       |
|  | 25 de janeiro – Cidade do Cabo |                             | Gana (d.p.)                     | 0(4) |                |                |  |  |       |       |
|  |                                | Nigéria                     | 0(1)                            |      | Terceiro lugar | Terceiro lugar |  |  |       |       |
|  | Marrocos                       | Nigéria                     | 0(1)                            | 3    | Terceiro lugar | Terceiro lugar |  |  |       |       |
|  | Marrocos                       |                             | 1 de fevereiro – Cidade do Cabo | 3    |                |                |  |  |       |       |
|  | Nigéria (pro)                  | 4                           |                                 |      |                |                |  |  |       |       |
|  | Nigéria (pro)                  | 4                           | Zimbabwe                        | 0    |                |                |  |  |       |       |
|  |                                |                             |                                 |      |                |                |  |  |       |       |
|  | Nigéria                        | 1                           |                                 |      |                |                |  |  |       |       |
|  | Nigéria                        | 1                           |                                 |      |                |                |  |  |       |       |

| Campeonato das Nações Africanas de 2014 |
| --------------------------------------- |
| Líbia Campeã (1.º título)               |